# The Slap (miniserie televisiva 2011)
The Slap è una miniserie televisiva australiana trasmessa sul network ABC1 dal 6 ottobre al 24 novembre 2011.
La miniserie è basata sul pluripremiato romanzo Lo schiaffo dello scrittore australiano Christos Tsiolkas e racconta le ripercussioni devastanti di un singolo evento su un gruppo di amici e parenti, esaminando i costumi e la morale della vita borghese contemporanea.

## Trama
Durante un barbecue organizzato per festeggiare il quarantesimo compleanno di Hector, suo cugino Harry perde le staffe e schiaffeggia il figlio della migliore amica della moglie di Hector. L'evento sciocca a tal punto gli invitati che genera una serie di ripercussioni su ognuno di essi. Ogni episodio è incentrato su un personaggio presente al barbecue e racconta il suo punto di vista.

## Cast

### Principali
- Hector Sossidis, interpretato da Jonathan LaPaglia.
Hector è un uomo del ceto sociale medio di origini greche, felicemente sposato con Aisha e padre di due bravi bambini, Adam e Melissa. Tuttavia, questa apparente perfezione maschera la grande infelicità e l'insoddisfazione che in realtà costituisce la vita del uomo.
- Aisha Sossidis, interpretata da Sophie Okonedo.
Sposata con Hector e madre di Adam e Melissa, Aisha è una donna forte e determinata, caratteristiche che l'aiutano a tenere insieme la sua famiglia. Ha una sua attività in proprio come veterinaria. Arrivata alla soglia dei quarant'anni, è assalita da dubbi sul suo matrimonio e sul suo futuro.
- Harry Apostolou, interpretato da Alex Dimitriades.
Harry è un uomo fiero e spavaldo che gestisce una propria attività come meccanico. Ha una famiglia apparentemente perfetta e una casa sulla spiaggia, ma ora tutto questo è minacciato da un semplice ed unico schiaffo dato al figlio capriccioso di Rosie e Gary.
- Rosie Bryant, interpretata da Melissa George.
Rosie è la migliore amica di Aisha sin dalla loro infanzia. Sposata a Gary e madre del loro figlio unico, Hugo, Rosie mostra un atteggiamento eccessivamente apprensivo nei confronti del bambino, che ancora allatta al seno nonostante egli abbia circa quattro anni. Dietro questa facciata di madre leziosa e troppo accondiscendente, Rosie è una donna capricciosa e incontentabile, con un passato pieno di sregolatezze.
- Anouk Rosen, interpretata da Essie Davis.
È una scrittrice televisiva cinica, sprezzante e infantile, che cerca di fuggire da sé stessa. È la sorella maggiore di Rosie e anch'essa amica d'infanzia di Aisha. Frequenta Rhys, un attore esordiente molto più giovane di lei, e sogna di scrivere un romanzo. Sebbene dispiaciuta per l'accaduto alla festa, Anouk manifesta fin dall'inizio disappunto verso la sorella e il cognato, per non aver saputo gestire il loro figlio insopportabile.
- Connie Laing, interpretata da Sophie Lowe.
È una ragazza orfana di 17 anni impulsiva e spregiudicata, che vive con sua zia. Sta completando il suo ultimo anno di liceo e intrattiene una flebile relazione con Hector.
- Manolis Sossidis, interpretato da Lex Marinos.
È il padre di Hector, emigrato in Australia dalla Grecia quando era ancora un ragazzo. Ora, egli è un uomo che si avvicina alla fine della sua vita, che non comprende l'egoismo e l'avidità delle giovani generazioni.
- Hugo, interpretato da Julian Mineo.
È il figlio di Gary e Rosie, ed il bambino schiaffeggiato in questione. Hugo è un bambino molto turbolento e viziato a causa del troppo permissivismo dei suoi genitori (elargito soprattutto da Rosie), che sin dal inizio della festa non fa che combinare guai e causare problemi fino a quando non inizia ad alzare le mani contro Rocco, il figlio di Harry, che adirato per la mancata presa di posizione dei suoi genitori, lo colpisce sul viso.
- Richie, interpretato da Blake Davis.
Richie è il migliore amico di Connie, e come lei sta attraversando un punto critico dell'adolescenza.

### Secondari
- Gary Bryant, interpretato da Anthony Hayes.
Il marito di Rosie e il padre di Hugo, il bambino che è stato schiaffeggiato. Gary è un artista frustrato che lavora come operaio.
- Sandi Apostolou, interpretata da Diana Glenn.
È sposata con Harry e vivono in una lussuosa casa sulla spiaggia assieme a loro figlio Rocco, di 12 anni.
- Rhys Landy, interpretato da Penn Badgley, è il giovane fidanzato di Anouk, ed è il protagonista della soap opera che lei scrive.
- Khoula Sossidis; interpretata da Toula Yianni.
È la madre di Hector. Khoula è una donna molto retrograda e matriarcale che invade spesso il talamo coniugale del figlio, ritrovandosi talvolta contro la nuora, che crede ostacoli di proposito il loro matrimonio.
- Elisavet, interpretata da Eugenia Fragos.
È la sorella maggiore di Hector e come la madre si intromette spesso nelle vite altrui ed è molto pettegola. È divorziata e ha due figli, Sava e Angelika.
- Melissa Sossidis, interpretata da Liberty Townsend.
È la figlia più piccola di Hector e Aisha. La sua caparbietà la porta spesso a litigare con il fratello, Adam, che spesso ne paga le conseguenze al suo posto.
- Adam Sossidis, interpretato da Adrian Van Der Heyden.
È il maggiore dei figli di hector e Aisha, e finisce spesso nei guai per colpa della sorella.

## Episodi
| Stagione       | Episodi | Prima TV Australia | Prima TV Italia |
| -------------- | ------- | ------------------ | --------------- |
| Prima stagione | 8       | 2011               | inedita         |

## Produzione
The Slap è stata girata interamente a Melbourne, prodotta dalla casa di produzione Matchbox Pictures.
I produttori della serie sono Tony Ayres, Helen Bowden e Michael McMahon, con Penny Chapman in veste di produttrice esecutiva. Gli episodi della serie sono diretti da Jessica Hobbs, Matthew Saville, Tony Ayres e Robert Connolly, due episodi ciascuno, mentre il team di sceneggiatori è composto da Emily Ballou, Alice Bell, Brendan Cowell, Kris Mrksa e Cate Shortland.

## Distribuzione
La serie TV è stata trasmessa in Australia su ABC1 dal 6 ottobre 2012, e successivamente replicata su ABC2.
Negli Stati Uniti la serie è andata in onda dal 15 febbraio 2012 su Audience Network, mentre in Canada è stata trasmessa da TVO dal 4 giugno 2012. I diritti per la messa in onda della serie sono stati acquistati in diversi paesi, tra cui Brasile, Svezia, Norvegia, Finlandia e Israele.

## Remake
Per la NBC è stata prodotta la miniserie televisiva The Slap, adattamento statunitense in onda dal 12 febbraio 2015.

## Premi
- AACTA Awards 2012
  - Miglior serie TV o miniserie TV

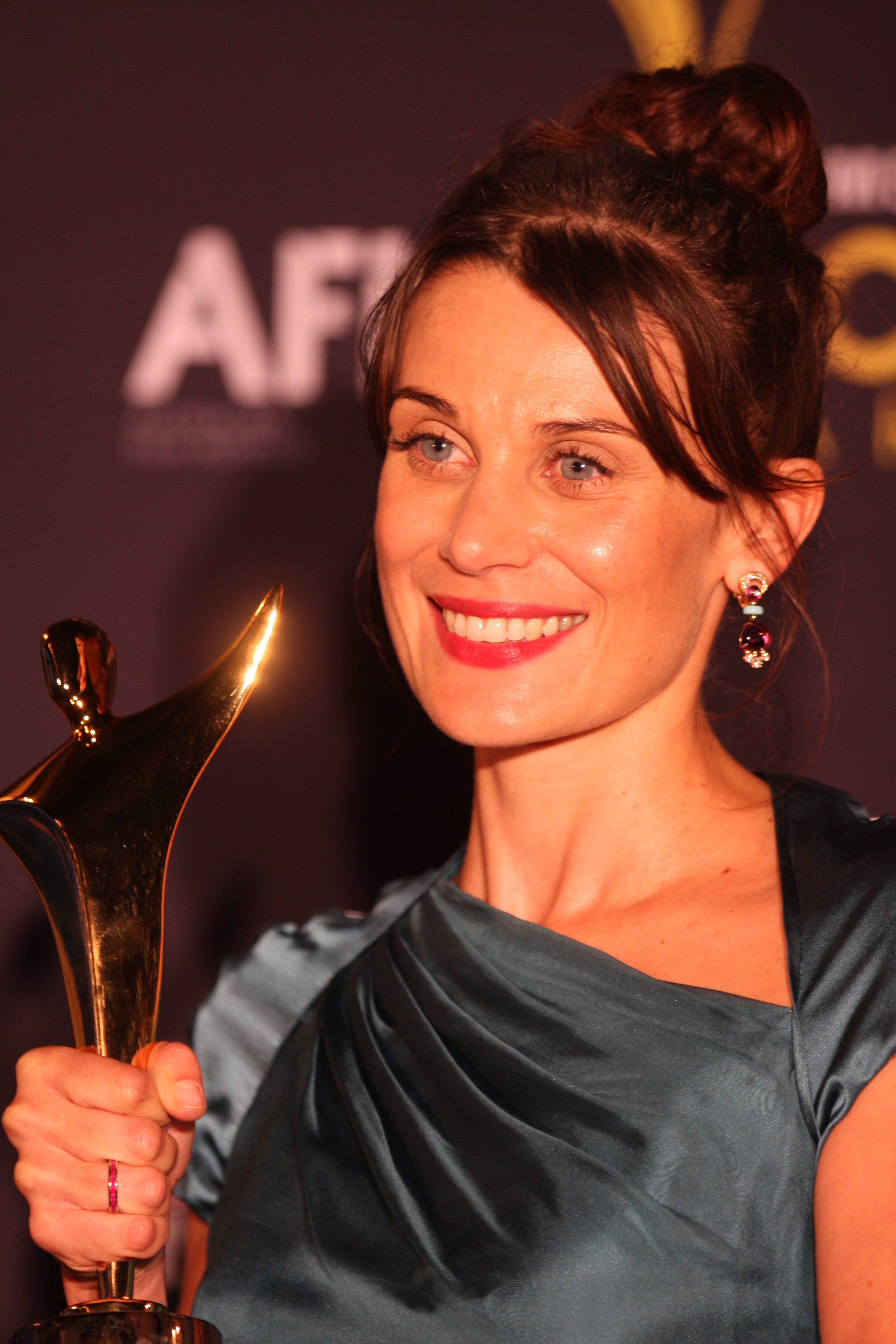
Diana Glenn fotografata con l'AACTA Award vinto.

  - Miglior attore protagonista (Alex Dimitriades)
  - Miglior attrice non protagonista (Diana Gleen)
  - Miglior regista (Matthew Saville)
  - Miglior sceneggiatura (Brendan Cowell)
- Logie Awards 2012
  - Miglior serie, miniserie o film TV
  - Miglior attrice (Melissa George)
- Australian Directors' Guild Award 2012 – Miglior regia in una serie TV drammatica (Matthew Saville)
- Australian Writers' Guild Awards 2012 - Miglior adattamento televisivo
- Equity Awards 2012 - Miglior performance dell'intero cast di una serie o miniserie TV